# Nozamichthys
Nozamichthys is een geslacht van uitgestorven nektonische carnivore straalvinnige beenvissen die leefden tijdens het Laat-Moscovien van het Pennsylvanien.
De typesoort is Nozamichthys contorta Schultze & Bardack 1987.